# Otgar

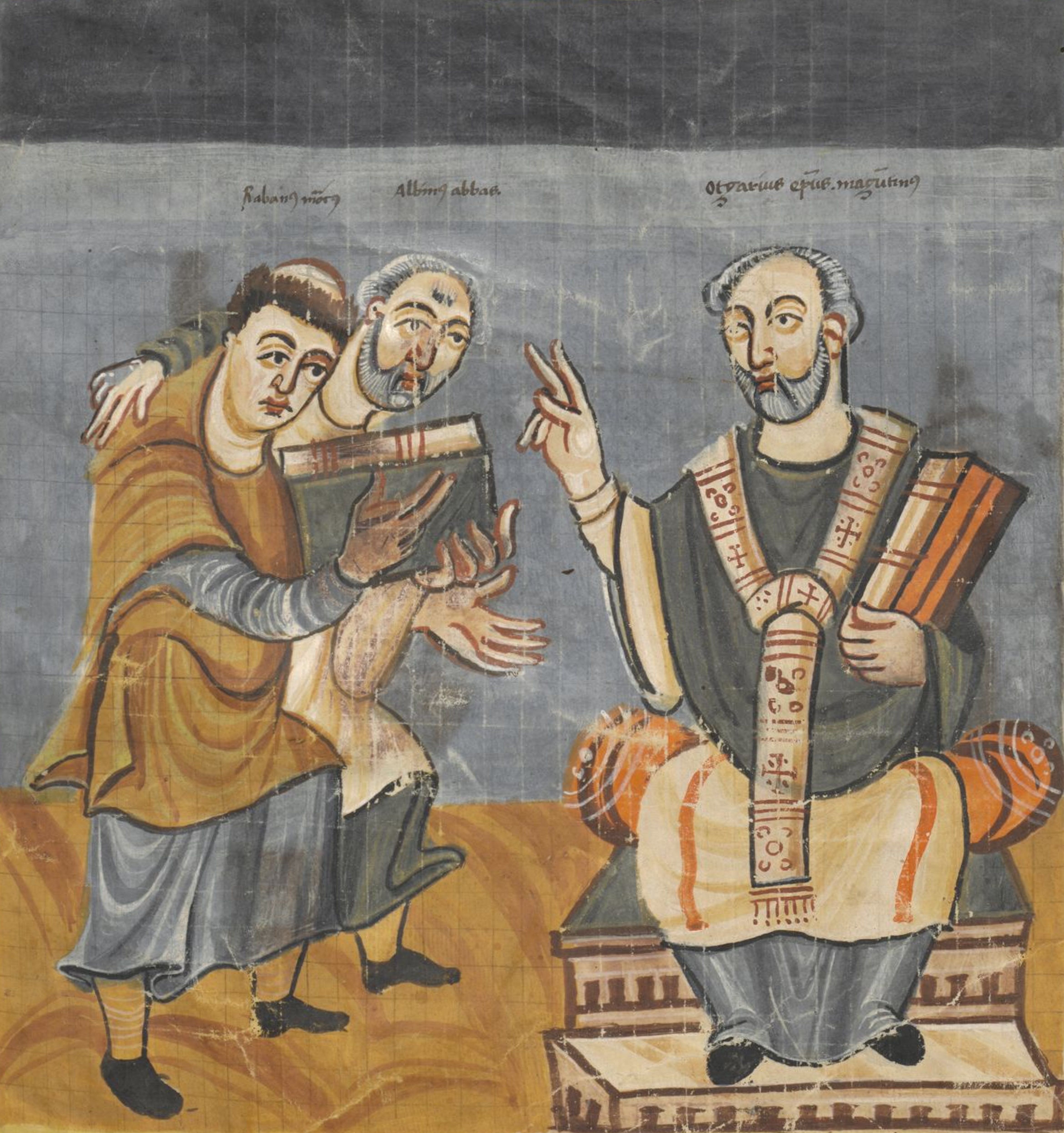
Rabanus Maurus (links) ondersteund door Alcuin (midden) presenteert zijn werk aan aartsbisschop Otgar van Mainz (rechts)

Otgar van Mainz (ook Odgar of Otger genoemd) (? - 21 april 847) was aartsbisschop van Mainz van 826 tot zijn dood in 847. 
Gedurende de jaren 838-839 stond Otgar aan de kant van Lodewijk de Vrome in diens strijd tegen diens zoon Lodewijk de Duitser. Deze laatste was tegen zijn vader in opstand gekomen en probeerde geheel Oost-Francië onder zijn controle te brengen. Otgar van Mainz bleef zelfs na de dood van Lodewijk de Vrome in 840 sterk gekant tegen de jongere Lodewijk  Hij steunde Lotharius I in de tot 843 durende burgeroorlog, die na de dood van Lodewijk de Vrome was uitgebroken.
In 842 probeerde hij zelfs te verhinderen dat Lodewijk de Duitser en Karel de Kale, de heerser van West-Francië, elkaar zouden ontmoeten. Hij wilde niet dat deze twee vorsten een bondgenootschap tegen Lotharius zouden sluiten. Na de dood van Otgar van Mainz kon Lodewijk de Duitser onder zijn opvolger, Hrabanus Maurus, zijn greep op Oost-Francië versterken.